# تازه‌به‌دنیاآمده
«تازه به دنیا آمده» (به انگلیسی: New Born) ترانه‌ای از گروه میوز است که سال ۲۰۰۱ میلادی منتشر شد. این ترانه در آلبوم ریشه‌های تقارن قرار داشت.